# مایکل فیرمن
مایکل فیرمن (انگلیسی: Michael Fairman؛ زادهٔ ۲۵ فوریهٔ ۱۹۳۴) یک هنرپیشه و فیلم‌نامه‌نویس اهل ایالات متحده آمریکا است. وی از سال ۱۹۶۵ میلادی تاکنون مشغول فعالیت بوده‌است.
از فیلم‌ها یا برنامه‌های تلویزیونی که وی در آن نقش داشته است می‌توان به نیروهای طبیعت، سکوت مطلق، نوارهای اندرسون، سیزده روزسیزده روز اشاره کرد.